# داركو ميلادين
داركو ميلادين (بالكرواتية: Darko Miladin)‏ هو لاعب كرة قدم كرواتي في مركز الوسط، ولد في 1 أبريل 1979 في دوبروفنيك في كرواتيا. شارك مع منتخب كرواتيا لكرة القدم. أما مع النوادي، فقد لعب مع إيرغوتيليس ونادي رييكا ونادي شافهاوزن وهايدوك سبليت.

## وصلات خارجية
- داركو ميلادين على موقع الاتحاد الدولي (مؤرشف)  (الإنجليزية)
- داركو ميلادين على موقع قاعدة بيانات كرة القدم.إي يو (الإنجليزية)
- داركو ميلادين على موقع ناشيونال فوتبول تيمز (الإنجليزية)
- داركو ميلادين على موقع Soccerway.com (الإنجليزية)
- داركو ميلادين على موقع عالم كرة القدم.نت (الإنجليزية)